# Blue for You
Blue for You è il nono album della rock band inglese Status Quo, pubblicato per la prima volta nel marzo del 1976.

## Il disco

### Contenuti
Gli Status Quo insistono nella formula stilistica di ruvido e potente hard boogie rock intrapresa nei primi anni settanta che ha dato loro la gloria commerciale
e aggiungono al loro repertorio brani cruciali come Rain e Mystery Song.

### Pubblicazione
Prima rock band della storia a comprendere l'importanza del legame tra rock e grandi marchi commerciali, gli Status Quo decidono di promuovere il disco con una gigantesca (e, per i tempi, rivoluzionaria) operazione pubblicitaria frutto di un sontuoso accordo con l'industria produttrice di jeans Levi's Strauss.
Migliaia di manifesti pubblicizzano i jeans della Levi's in tutta l'Inghilterra con l'immagine della band come testimonial e, dal canto loro, gli Status Quo compaiono nella copertina di questo nuovo album vestiti di tutto punto in blue jeans intitolando il lavoro proprio “Blue for You”.
L'ovvio risultato è che appena l'album viene pubblicato, le vendite dei jeans della Levi's si impennano vertiginosamente, mentre Blue for You diviene uno degli album più venduti nella carriera della band.

### Accoglienza
La critica britannica del tempo, pur riconoscendo le qualità intrinseche del prodotto, lo accoglie in maniera alquanto timida, a causa delle eccessive somiglianze coi lavori precedenti e alla modesta propensione al cambiamento di un codice stilistico ormai da anni vincente sotto il profilo commerciale.
Per tale aspetto, il disco viene rivalutato solo molti anni dopo la sua pubblicazione, grazie all'influenza riconosciuta su molti musicisti e all'aver anticipato generi quali il nascituro punk (ad es. con la iniziale Is There a Better Way) o il metal (la frenetica Mystery Song).
L'album esordisce direttamente al primo posto delle classifiche inglesi e diviene uno dei maggiori successi internazionali della band.
Vengono estratti e pubblicati come singoli i classici Rain (n. 7 in UK) e Mystery Song (n. 11). Nella ristampa del 2005 e nella deluxe edition del 2017 è contenuto anche il brano Wild Side of Life (n. 9 in UK), che nel 1976 era stato pubblicato come terzo singolo ma senza essere incluso nell'album.

## Tracce
Lato A
1. Is There a Better Way – 3:27 (Rossi/Lancaster)
2. Mad About the Boy – 3:31 (Rossi/Young)
3. Ring of a Change – 4:15 (Rossi/Young)
4. Blue for You – 4:04 (Lancaster)
5. Rain – 4:33 (Parfitt)

Lato B
1. Rolling Home – 3:02 (Lancaster)
2. That's a Fact – 4:20 (Rossi/Young)
3. Ease Your Mind – 3:11 (Lancaster)
4. Mystery Song – 6:31 (Parfitt/Young)

Tracce bonus dell'edizione CD 2005
1. You Lost the Love (Lato B del singolo Rain) – 3:01 (Rossi/Young)
2. Mystery Song (Single Version) – 3:58 (Parfitt/Young)
3. Wild Side of Life (Pubblicato come singolo - non incluso nell'album originale) – 3:15 (Warren/Carter)
4. All Through the Night (Lato B del singolo Wild Side of Life) – 3:20 (Rossi/Lancaster)
5. Wild Side of Life (Demo) – 3:49 (Warren/Carter)

## Deluxe Edition 2017
Il 26 maggio 2017, viene pubblicata la deluxe edition dell'album contenente due CD.
Nel primo disco viene riprodotto fedelmente l'album del 1976, con il sound completamente restaurato e rimasterizzato.
Nel secondo CD sono inclusi i pezzi pubblicati quali  "Lato B" dei singoli, alcuni demo e delle tracce dal vivo registrate nelle città di Stoke e Osaka.
Il libretto, oltre a varie foto del periodo di incisione dell'album, contiene delle ampie note illustrative redatte a cura di Dave Ling, critico delle riviste musicali britanniche Classic Rock e Metal Hammer.

### Tracce Deluxe Edition
CD 1
Contiene l'album originale del 1976, in versione restaurata e rimasterizzata.
1. Is There a Better Way – 3:27 (Rossi/Lancaster)
2. Mad About the Boy – 3:31 (Rossi/Young)
3. Ring of a Change – 4:15 (Rossi/Young)
4. Blue for You – 4:04 (Lancaster)
5. Rain – 4:33 (Parfitt)
6. Rolling Home – 3:02 (Lancaster)
7. That's a Fact – 4:20 (Rossi/Young)
8. Ease Your Mind – 3:11 (Lancaster)
9. Mystery Song – 6:31 (Parfitt/Young)

CD 2
Contiene i pezzi pubblicati quali  "Lato B" dei singoli, la single version di Mystery Song, il brano Wild Side of Life (pubblicato nel 1976 solo come singolo), alcuni demo e delle tracce dal vivo registrate nelle città di Stoke e Osaka nel 1975 e 1976.
1. You Lost the Love (Lato B del singolo Rain) – 3:01 (Rossi/Young)
2. Mystery Song (Single Version) – 3:58 (Parfitt/Young)
3. Wild Side of Life (Pubblicato come singolo - non incluso nell'album originale) – 3:15 (Warren/Carter)
4. All Through the Night (Lato B del singolo Wild Side of Life) – 3:20 (Rossi/Lancaster)
5. Wild Side of Life (Demo) – 3:49 (Warren/Carter)
6. Most of the Time (Live in Stoke 1975) – 3:21 (Rossi/Young)
7. Roadhouse Blues (Live in Stoke 1975) – 12:48 (Morrison)
8. Bye Bye Johnny (Live in Osaka 1976) – 6:38 (Berry)
9. Caroline (Live in Osaka 1976) – 4:36 (Rossi/Young)
10. In My Chair (Live in Osaka 1976) – 3:31 (Rossi/Young)
11. Roll Over Lay Down (Live in Osaka 1976) – 6:09 (Rossi/Young/Parfitt/Lancaster/Coghlan)
12. Is There a Better Way (Live in Osaka 1976) – 3:43 (Rossi/Lancaster)
13. Rain (Live in Osaka 1976) – 4:37 (Parfitt)
14. Hony Tonk Angel (Primo demo del singolo Wild Side of Life, 1976) – 3:51 (Warren/Carter)

## Formazione
- Francis Rossi (chitarra solista, voce)
- Rick Parfitt (chitarra ritmica, voce)
- Alan Lancaster (basso, voce)
- John Coghlan (percussioni)

## Altri musicisti
- Andy Bown (piano) in Mad About the Boy e Ease Your Mind
- Bob Young (armonica a bocca) in Rolling Home

## Classifiche
| Chart         | Posizione |
| ------------- | --------- |
| Australia     | 3         |
| Austria       | 1         |
| Francia       | 4         |
| Germania      | 5         |
| Irlanda       | 1         |
| Norvegia      | 2         |
| Nuova Zelanda | 9         |
| Olanda        | 1         |
| Polonia       | 1         |
| Regno Unito   | 1         |
| Svezia        | 3         |
| Svizzera      | 1         |
| USA           | 14        |

## British album chart
| Posizione | 1 | 1 | 1 | 3 | 7 | 10 | 8 | 22 | 16 | 38 | 54 | 51 | 56 | 55 | 29 | 26 | 20 | 17 | 16 | 24 | 21 | 30 | 55 | 45 | 60 | 47 | 56 | 31 | 53 | 54 | uscito |